# Henry (unitat)
L'henry és la unitat del SI per a la inductància elèctrica. Es tracta d'una unitat derivada amb nom propi i amb un símbol particular que és la lletra majúscula H, el símbol s'ha d'escriure en majúscula, però, en canvi, el nom de la unitat ha d'anar en minúscules.
Es defineix com la inductància elèctrica d'un circuit tancat en el qual es produeix una força electromotriu d'un volt, quan el corrent elèctric que recorre el circuit varia uniformement a raó d'un ampere per segon.
És equivalent al voltatge (en volts) per unitat de temps (en segons) dividit entre unitats d'intensitat de corrent (en amperes):
{\displaystyle 1\,{\textrm {H}}={\frac {1\,{\textrm {V}}\cdot {\textrm {1s}}}{1\,{\textrm {A}}}}}
El nom fa honor al científic estatunidenc Joseph Henry (1797-1878), que va fer importants avenços en el camp de l'electromagnetisme, especialment el descobriment de l'autoinducció.

## Definició
A un inductor d'1 henry, una variació uniforme del corrent que el recorre d'1 ampere per segon genera una força electromotriu d'1 volt:
{\displaystyle \mathrm {H={\frac {V\cdot s}{A}}={\frac {Wb}{A}}={\frac {m^{2}\cdot kg}{s^{2}\cdot A^{2}}}} }
(Wb és el símbol del weber)

## Múltiples
| Múltiple | Nom        | Símbol |       | Múltiple    | Nom | Símbol |
| -------- | ---------- | ------ | ----- | ----------- | --- | ------ |
| 100      | henry      | H      |       |             |     |        |
| 10¹      | decahenry  | daH    | 10–1  | decihenry   | dH  |        |
| 10²      | hectohenry | hH     | 10–2  | centihenry  | cH  |        |
| 103      | quilohenry | kH     | 10–3  | mil·lihenry | mH  |        |
| 10⁶      | megahenry  | MH     | 10–6  | microhenry  | µH  |        |
| 10⁹      | gigahenry  | GH     | 10–9  | nanohenry   | nH  |        |
| 1012     | terahenry  | TH     | 10–12 | picohenry   | pH  |        |
| 1015     | petahenry  | PH     | 10–15 | femtohenry  | fH  |        |
| 1018     | exahenry   | EH     | 10–18 | attohenry   | aH  |        |
| 1021     | zettahenry | ZH     | 10–21 | zeptohenry  | zH  |        |
| 1024     | yottahenry | YH     | 10–24 | yoctohenry  | yH  |        |